# Антонио Вивалди
Вижте пояснителната страница за други личности с името Вивалди.
Антонио Лучо Вивалди (на италиански: Antonio Lucio Vivaldi) е италиански композитор, виртуозен цигулар, музикален педагог и духовник.
Роден във Венеция, той е смятан за един от най-значимите барокови композитори с голямо влияние в цяла Европа, още докато е жив. Известен е най-вече с множеството си инструментални концерти, за цигулка и за различни други инструменти, както и със своите църковни хорови произведения и повече от четиридесет опери. Най-известна сред тях е поредицата концерти за цигулка, известна като „Четирите годишни времена“. Макар че днес Вивалди е най-известен като композитор, той е смятан от съвременниците и за цигулар с изключителна техника.
Много от композициите на Вивалди са писани за женския музикален ансамбъл на „Оспедале дела Пиета“, дом за изоставени деца, където той работи от 1703 до 1715 и отново от 1723 до 1740 година. Вивалди има известен успех и със скъпи постановки на свои опери във Венеция, Мантуа и Виена. В края на живота си се установява във Виена в търсене на покровителство от императорския двор.

## Биография

### Ранни години
Антонио Вивалди е роден на 4 март 1678 година във Венеция, столица на Венецианската република, в днешна Италия. Поради страх, че може да не оживее, тъй като се ражда твърде слаб и болнав, той е кръстен незабавно в дома си от акушерката. Според друга хипотеза, това става заради земетресението в деня на раждането, страхът от което кара майка му да обещае новороденото да стане свещеник.
Официалното църковно кръщение на детето става два месеца по-късно. Според регистрите на църквата „Сан Джовани ин Брагора“ родители на Вивалди са Джовани Батиста Вивалди и Камила Каличо. Той има осем братя и сестри – Изепо Санто, Изепо Гаетано, Бонавентура Томазо, Маргарита Габриела, Чечилия Мария, Джеролама Микела, Франческо Гаетано и Занета Анна. Не се знае как е живял в детските си години, но вероятно в бедност.
Бащата, Джовани Батиста, е бръснар, станал професионален цигулар, научава Антонио да свири на цигулка, след което обикаля с него да свирят из града. Детето изглежда е обучавано от най-ранна възраст, съдейки по задълбочените му музикални познания по времето, когато на 24 години започва работа в „Оспедале дела Пиета“. Джовани Батиста е един от основателите на Дружество на музикантите „Санта Чечилия“, нещо като търговско обединение на музиканти и композитори.
Председател на тази асоциация е Джовани Легренци, ранен бароков композитор и ръководител на хора на катедралата „Сан Марко“. Възможно е младият Вивалди да е вземал първите си уроци по композиция именно при него – съвременният изследовател Валтер Колнедер открива влиянието на Легренци в ранната литургична творба на Вивалди „Laetatus sum“ (RV Anh 31, написана през 1691 година, когато той е на тринадесет години. Изглежда бащата на Вивалди също е композитор – през 1689 година опера, озаглавена „La Fedeltà sfortunata“ е композирана от Джовани Батиста Роси, името, под което бащата членува в Дружеството „Санта Чечилия“.
Антонио Вивалди има проблеми със здравето – симптомите, описвани като „пристягане на гърдите“ (strettezza di petto) говорят за някакъв вид астма. Болестта обаче не му пречи да учи и да свири на цигулка, да композира или да участва в други музикални дейности, с изключение на свиренето на духови инструменти.
Петнадесетгодишен, през 1693 година, Вивалди започва да учи за свещеник, а през 1703 година, когато вече е на двадесет и пет, бива ръкоположен, като скоро получава прозвището „Червения свещеник“ (il Prete Rosso), вероятно заради характерния за семейството му цвят на косата. Малко след ръкополагането му, през 1704 година, Антонио Вивалди е освободен от задължението да отслужва литургии, заради здравословните му проблеми. След това той изглежда напълно се отказва от свещеническа дейност, макар че официално остава свещеник.

### В „Оспедале дела Пиета“
През септември 1703 година Вивалди става майстор-цигулар (maestro di violino) във венецианския дом за сираци „Оспедале дела Пиета“. Това е една от четирите подобни институции, финансирани от Венецианската република, за да дават подслон и образование на деца, които са изоставени, осиротели или чиито родители не можели да се грижат за тях. В тях момчетата учат занаят и трябва да напуснат на 15 години, а момичетата получават музикално образование, като най-талантливите от тях остават като част от известния хор и оркестър на институцията. Вивалди започва работа там на двадесет и пет години и в продължение на три десетилетия работи за „Оспедале“, създавайки през този период най-значимите си произведения.
Скоро след назначаването на Вивалди, сирачетата започнали да печелят почит и уважение дори и в чужбина. Композиторът пише за тях концерти, кантати и църковна вокална музика. Църковните произведения, надхвърлящи 60 на брой, са най-разнообразни – от солови мотети до мащабни хорови творби за солисти, двоен хор и оркестър. През 1704 година освен учител по цигулка, той става и учител по английска виола (viola all'inglese). За известно време е и ръководител на хора (maestro di coro), но тази длъжност отнема много време и усилия. Вивалди трябва да композира оратория или концерт за всеки празник, като същевременно обучава учениците както на музикална теория, така и да свирят на определени инструменти.
Неговите взаимоотношения с борда на директорите на сиропиталището често са обтегнати. Бордът всяка година провежда гласуване дали всеки от учителите да продължи да преподава там. Изборът за оставането на Вивалди рядко е единодушен и през 1709 година той губи поста със 7 срещу 6 гласа. След година като музикант на свободна практика през 1711 година Вивалди отново е назначен в „Оспедале дела Пиета“ и то с единодушно гласуване – явно за едногодишното му отсъствие директорите осъзнават значимостта на Вивалди. През 1713 година той вече отговаря и за цялата музикална дейност на институцията, а през 1716 година е повишен в музикален директор (maestro de' concerti).
В течение на това време Вивалди написва значителна част от своята музика, включително много опери и концерти. През 1705 година Джузепе Сала публикува първият му сборник с композиции („Connor Cassara“) – неговият Опус 1 е поредица от 12 сонати за 2 цигулки и басо контино, все още в стандартен стил. През 1709 година излиза и втори сборник от 12 сонати за цигулка и басо контино (Опус 2). Големият успех идва с неговия първи сборник от 12 концерта за соло, дуо и 4 цигулки със струнен съпровод – „L'Estro Armonico“ (Опус 3), който е публикуван в Амстердам през 1711 година от Естиен Роже и е посветен на тосканския велик херцог Фердинандо Медичи. Принцът, който сам се занимава с музика и подпомага музиканти като Алесандро Скарлати и Георг Фридрих Хендел, вероятно се запознава с Вивалди при свое посещение във Венеция. „L'Estro Armonico“ има голям успех в цяла Европа и е последван през 1714 година от „La stravaganza“ (Опус 4), сборник от концерти за соло цигулка и струнни, посветен на един от учениците по цигулка на Вивалди, венецианския аристократ Ветор Долфин.
През февруари 1711 година Вивалди, заедно с баща си, заминава за Бреша, където неговият „Стабат матер“ (RV 621) е представен като част от религиозен фестивал. Личи, че творбата е писана набързо – струнните части са опростени, а музиката в първите три части е повторена в следващите три, като част от текста на химна е отпаднала. Въпреки това, може би именно заради сбитото музикално послание, творбата разкрива емоционална дълбочина и е един от неговите ранни шедьоври.
Въпреки честите пътувания на Вивалди след 1718 година, „Оспедале дела Пиета“ му плаща по 2 цехини, за да пише по два концерта на месец за оркестъра на институцията и да репетира с тях най-малко по пет пъти, когато се намира във Венеция. Архивът на сиропиталището показва, че само между 1723 и 1733 година му е платено за 140 концерта.

### Опера и „Четирите годишни времена“
Във Венеция от началото на XVIII век операта е най-популярното музикално развлечение и то донася доста облаги за Вивалди. В града има няколко театъра, съревноваващи се за вниманието на публиката. Вивалди започва своята кариера като оперен композитор тихо – първата му опера „Ottone in villa“ (RV 729) е изпълнена не във Венеция, а в Театър „Гарцерие“ във Виченца през 1713 година. През следващата година Вивалди става импресарио във венецианския театър „Светият ангел“, където поставя операта си „Orlando finto pazzo“ (RV 727). Тя не намира отклик у обществения вкус и Вивалди е принуден да я свали след няколко седмици и да я замени с повторение на друга творба, вече поставяна предходната година.
През 1715 година Вивалди поставя „Нерон става Цезар“ („Nerone fatto Cesare“, RV 724, изгубена) с музика на седем различни композитори под негово ръководство. Този път постановката, включваща 11 арии, има успех и в края на оперния сезон Вивалди запланува да напише изцяло своя опера – „Arsilda regina di Ponto“ (RV 700), но постановката е спряна от цензурата, тъй като главната героиня Арсилда е влюбена в друга жена, Лизея, която претендира, че е мъж. Все пак Вивалди успява да получи разрешение от цензурата за поставяне на операта през следващата година и изпълнението ѝ има голям успех.
По същото време „Оспедале дела Пиета“ му поръчва няколко литургични творби, по-важни сред които са две оратории. Първата, „Моисей, богът на фараона“ („Moyses Deus Pharaonis“, RV 643) е загубена. Втората, „Триумфиращата Юдит“ („Juditha triumphans“, RV 644), композирана през 1716 година, е един от църковните му шедьоври. Тя е поръчана, за да бъде отбелязана венецианската победа и връщането на остров Корфу по време на Венецианско-турската война от 1714 – 1718 година. Всичките 11 вокални партии са изпълнени от момичета от сиропиталището, както женските, така и мъжките гласове. Много от ариите включвали инструментални сола – за блокфлейта, обой, виола д`аморе, мандолина, които трябва да демонстрират разнородните таланти на момичетата.
През 1716 година Антонио Вивалди написва и поставя две опери – „Коронацията на Дарий“ („L'incoronazione di Dario“; RV 719) и „Постоянството триумфира над любовта и омразата“ („La costanza trionfante degli amori e degli odi“; (RV 706). Последната е толкова популярна, че е поставена отново две години по-късно, редактирана и озаглавена „Артабан, цар на партите“ („Artabano re dei Parti“; RV 701, изгубена). Операта е поставяна и в Прага през 1732 година. Вивалди пише още няколко опери, поставяне в различни градове на Италия.
Модерният оперен стил на Вивалди му създава неприятности с по-консервативните музиканти, като Бенедето Марчело, магистрат и любител музикант, който пише памфлет срещу него и модерния стил в операта. Той е озаглавен „Il teatro alla moda“ и е изпълнен с нападки срещу Вивалди без да го споменава пряко. Още на корицата има рисунка на лодка (театърът „Светият ангел“), а в левия ѝ край стои малък ангел със свещеническа шапка и свирещ на цигулка – карикатура на Вивалди. Семейството на Марчело претендира за собствеността на театъра и води продължителни и безуспешни правни спорове по въпроса с неговата управа. В трудно четливия надпис под карикатурата е изписано „ALDIVIVA“, анаграма на A. Vivaldi.
През 1717 или 1718 година на Вивалди е предложен новият престижен пост на капелмайстор (Maestro di Cappella) в двора на принц Филип фон Хесен-Дармщат, хабсбургският губернатор на Мантуа. Композиторът се премества там за три години и поставя няколко опери, между които „Tito Manlio“ (RV 738). Посещава Милано в 1721 година, представяйки пасторалната драма „La Silvia“ (RV 734), и отново следващата година с ораторията „Поклонението на влъхвите“ („L'adorazione delli tre re magi al bambino Gesù“, RV 645, изгубена). През същата 1722 година отива в Рим, където представя новия стил на оперите си и където новият папа Бенедикт XIII го кани да свири за него. През 1725 година се завръща във Венеция и до края на годината поставя 4 опери.
Именно в този период Антонио Вивалди пише прочутите си „Четирите годишни времена“, четири тричастни цигулкови концерта, обрисуващи в музика природни сцени от всеки от четирите сезона. Докато три от концертите са с оригинален замисъл, първият – „Пролетта“ – заема мотиви от симфонията (увертюрата на първото действие) на операта му „Il Giustino“, композирана по същото време. Концертите навярно са вдъхновени от околностите на Мантуа. „Годишните времена“ са революция в концепцията за музика – в тях Вивалди представя ромоленето на поток, птичите песни (на различни видове, всеки конкретно характеризиран), кучешки лай, бръмчене на комар, викове на овчар, буря, пияни танцьори, тиха нощ, ловни хайки от гледната точка както на ловците, така и на плячката, заснежени поля, деца, каращи кънки на лед, горящ огън. Всеки концерт е свързан със сонет, може би от самия Вивалди, описващ сцените, претворени в музика. Те са публикувани за първи път заедно в „Il cimento dell'Armonia e dell'Inventione“ (Опус 8) през 1725 в Амстердам от Мишел-Шарл Льа Сен.
По време на престоя си в Мантуа Вивалди се запознава с амбициозната млада певица Ана Джиро, която става негова ученичка, протеже и любима примадона. Ана Джиро и нейната по-възрастна полусестра Паолина стават част от антуража на Вивалди и често го придружават в многобройните му пътувания. Въпреки мълвата, няма доказателства, че двамата са имали връзка, преминаваща границите на приятелството и професионалното сътрудничество, нещо, което и самият той отхвърля енергично в своята лична кореспонденция.
До наши дни са запазени само три автентични портрета на Вивалди – гравюра, скица с туш и картина с маслени бои, и трите от средата на 20-те години. Гравюрата от Франсоа Марелон Ла Кав е изработена през 1725 година и показва композитора, държащ лист с ноти. Скицата е карикатура от Пиер Леоне Геци от 1723 година и изобразява главата и раменете в профил. Маслената картина, изложена в Музикалния лицей в Болоня и датирана също около 1723 година, дава най-добра представа за външния му вид и показва част от рижата му коса под перуката.

### Последни години
В зенита на своята кариера Вивалди приема поръчки от множество европейски благородници и кралски особи. Сватбената кантата „Gloria e Imeneo“ (RV 687) е поръчана през 1725 година от френския посланик във Венеция за отбелязването на сватбата на крал Луи XV. Година по-късно Вивалди пише нова кантата, „La Sena festeggiante“ (RV 694), чиято премиера във френското посолство отбелязва раждането на принцесите Ан-Анриет и Луиза-Елизабет. Опус 9 („La Cetra“) е посветен на император Карл VI. Вивалди се среща лично с императора през 1728, по време на негово посещение в Триест във връзка със строежа на ново пристанище. Карл много се възхищава от музиката на Рижия абат и заявява, че за една среща с композитора е разговарял повече с него, отколкото с министрите си за две години. Той дава на Вивалди рицарска титла, златен медал и покана да отиде в неговата столица Виена. Композиторът от своя страна му подарява ръкописа на „La Cetra“ – това били концерти, почти напълно различни от публикуваните със същото име като опус 9. Навярно отпечатването на истинския цикъл е забавено и Вивалди е принуден набързо да събере импровизирана колекция за императора.
През 1730 година, придружен от баща си, Вивалди заминава за Виена и Прага, където се представя неговата опера „Farnace“ (RV 711). В няколко от своите късно опери той си сътрудничи с двама именити италиански либретисти – „L'Olimpiade“ и „Catone in Utica“ са написани от Пиетро Метастазио, виден представител на Аркадската академия и поет във виенския двор, а „La Griselda“ е пренаписана от младия Карло Голдони на основата на по-ранно либрето на Апостоло Зено.
Животът на Вивалди, както на много композитори от неговата епоха, приключва във финансови трудности. Неговите композиции вече не се ценят, както по-рано във Венеция, и променливите музикални вкусове ги правят демодирани. В отговор на това композиторът е принуден да продаде много от ръкописите си за незначителни суми, за да финансира отиването си до Виена. Причините за това заминаване не са съвсем ясни, но навярно след успешната си среща с император Карл VI Вивалди се надява да получи поста на композитор при императорския двор. Възможно е по пътя си за Виена той да е спрял в Грац, за да се срещне с Ана Джиро.
Вероятно е също Вивалди да е възнамерявал да поставя във Виена опери, за което говори и фактът, че се установява в близост до театъра „Кертнертор“. Скоро след пристигането му обаче император Карл VI умира, което оставя композитора без протекции и стабилен източник на доходи.
Не след дълго Вивалди изпада в бедност, и умира в нощта на 27 срещу 28 юли 1741 година, на 63 години, в къщата на една вдовица на самарджия. Като причина за смъртта е регистрирана „вътрешна инфекция“, навярно усложнения на астмата му.
Антонио Вивалди е погребан на 28 юли в прост гроб в парцел на обществена болница след служба в катедралата „Свети Стефан“. Легендата, че работещият вече там по това време Йозеф Хайдн е участвал в нея, е отхвърлена, тъй като при службата не е изпълнявана музика. Днес Вивалди почива край църквата „Карлскирхе“, на територията на Виенския технически университет.

## Творчество
Музиката на Вивалди е новаторска – той разчупва формалната и ритмична структура на концерта, в който търси хармонични контрасти и нови мелодии и теми.

### Опери
В писмо до своя патрон маркиз Бентиволио от 1737 година самият Вивалди споменава за 94 свои опери. Запазени са сведения за около 50 негови опери и макар че е възможно да преувеличава, не е изключено той действително да е написал или участвал в поставянето на 94 опери за своята 25-годишна по това време кариера. Макар наистина да пише много опери, Вивалди не достига плодовитостта на свои съвременници, като Алесандро Скарлати, Йохан Адолф Хасе, Леонардо Лео и Балдасаре Галупи, за което говори и неспособността му да поддържа непрекъснати постановки за дълго време в нито един от големите оперни театри.
Сред запазените опери на Вивалди са „Орландо – мнимият безумец“ (Orlando finto pazzo, 1714, театър „Сан-Анджело“, Венеция), „Нерон става Цезар“ (Nerone fatto Cesare, 1715, театър „Сан-Анджело“, Венеция), „Коронацията на Дарий“ (L’incoronazione di Daria, 1716, театър „Сан-Анджело“, Венеция), „Фарначе“ (1727, театър „Сан-Анджело“, Венеция по-късно известна под името „Фарначе, владетел на Понт“), „Кунегонда“ (1727, театър „Сан-Анджело“, Венеция), „Бесният Орландо“ (Orlando furioso, 1727, Венеция) „Атенаиде“ (L'Atenaide, 1728, Флоренция), „Олимпиада“ (1734), „Гризелда“ (1735, театър „Сан-Самуел“, Венеция), „Аристид“ (1735, Венеция), „Оракул в Месения“ (1738, театър „Сант-Анджело“, Венеция), „Ферасп“ (1739, театър „Сант-Анджело“, Венеция). Най-голям успех сред тях имат „Постоянството триумфира над любовта и омразата“ и „Фарначе“, всяка от които е поставяне отново по шест пъти.

### Оратории
„Моисей, Богът на Фараона“ (Moyses Deus Pharaonis, 1714), „Тържествуващата Юдит“ (Juditha Triumphans devicta Holo-fernis barbarie, 1716), „Поклонението на влъхвите“ (L’Adorazione delli tre Re Magi, 1722) и др.;

### Други
Има написани много кантати, серанади, симфонии, повече от 400 инструментални концерта, в т.ч. 76 сонати (с басо континуо), в т.ч. 30 за цигулка, 19 за 2 цигулки, 10 за виолончело, 1 за цигулка и виолончело и др.
Едно от най-известните произведения на Вивалди е цикъла от 4 цигулкови концерта „Годишните времена“.

## Наследство
Още докато е жив, Антонио Вивалди бързо става известен както в Италия, така и в други страни като Франция. Концертите и ариите на Вивалди оказват силно влияние върху Йохан Себастиан Бах, отразено в неговите кантати и в ораториите „Йоханес пасион“ и „Матеус пасион“. Бах освен това транскрибира шест от концертите на Вивалди за солово клавшино изпълнение.
През следващите десетилетия обаче популярността на Вивалди залязва. След края на бароковия период концертите му са почти неизвестни. Дори най-известното му днес произведение, „Четирите годишни времена“, е непознато в оригиналното си издание през епохите на Класицизма и Романтизма.
Едва в началото на XX век австрийският композитор Фриц Крайслер публикува концерт в стила на Вивалди, който първоначално представя като оригинално негово произведение, което поставя началото на възраждането на репутацията на композитора. Това подтиква френският учен Марк Пеншерл да постави началото на научното изследване на творчеството на Вивалди. Открити са множество негови ръкописи, които с финансовата помощ на местни бизнесмени са придобити от Националната университетска библиотека в Торино. Към подновения интерес към Вивалди и неговото творчество в началото на XX век се присъединяват множество известни музиканти и интелектуалци, като Алфредо Казела, Езра Паунд, Олга Ръдж, Артуро Тосканини, Арнолд Шеринг, Луис Кауфман.
През 1926 година в манастир в Пиемонт са открити четиринадесет фолиа с произведения на Вивалди, смятани дотогава за изчезнали през Наполеоновите войни. Част от липсващите томове в номерираната колекция са открити в сбирките на наследниците на великия херцог Дурацо, който придобива манастира през XVIII век. Целият сборник съдържа 300 концерта, 19 опери и над 100 вокално-инструментални произведения.
Централна роля за възстановяването на непубликуваните работи на Вивалди изиграва Алфредо Казела, който организира през 1939 година историческа Седмица на Вивалди, в която поставя отново преоткритите „Глория“ и „Олимпиада“. През следващите десетилетия композициите на Вивалди се ползват с широка популярност, усилвана от исторически прецизни възстановки, често с оригинални инструменти от епохата. В по-ново време са открити нови композиции, като псалмите „Nisi Dominus“ (RV 803, в осем части) и „Dixit Dominus“ (RV 807, в единадесет части), идентифицирани съответно през 2003 и 2005 година. Изгубената опера „Аргип“ („Argippo“, RV 697) е открита през 2006 година от диригента Ондржей Мацек, който я представя пред публика две години по-късно в Прага.
Във Виена, където Вивалди прекарва последните си дни, има няколко негови паметника – паметни плочи при гроба му и на мястото на къщата, в която е живял (днес тя е разрушена, намирала се е на мястото на част от днешния хотел „Захер“), както и звезда в негова памет на „Музикмайле“ и паметник на площад „Рузвелт“.